# Kosmonaut z Čech (film)
Kosmonaut z Čech (v anglickém originále Spaceman) je americký dramatický sci-fi film z roku 2024, který režíroval Johan Renck a scénář vytvořil Colby Day. Je natočen podle románu Kosmonaut z Čech Jaroslava Kalfaře z roku 2017. V hlavních rolích se představili Adam Sandler, Carey Mulliganová, Kunal Nayyar, Isabella Rosselliniová a Paul Dano. Film pojednává o astronautovi vyslaném na misi na okraj sluneční soustavy, který se setká s tvorem, jenž mu pomůže dát dohromady jeho pozemské problémy.
Film měl premiéru 21. února 2024 na 74. ročníku Mezinárodního filmového festivalu v Berlíně, dne 23. února 2024 měl omezenou premiéru v kinech a 1. března 2024 ho začala streamovat společnost Netflix.

## Děj
Velitel Jakub Procházka je šest měsíců na misi, jejímž cílem je prozkoumat záhadný oblak prachu a částic zvaný Chopra, který se nachází za Jupiterem. Česká mise dorazila s mírným předstihem před jihokorejskými astronauty na místo, kde měl průzkum začít. Jakub bojuje s osamělostí a stýská se mu po manželce Lence, která s ním nedávno přestala mluvit, protože ji i jejich nenarozenou dceru opustil a vydal se na misi.
Lenka mu pošle zprávu, že ho chce opustit, jenže komisař Tuma, Jakubův velící důstojník, zabrání tomu, aby se k němu dostala. Chtěl tak zabránit zhoršení Jakubova psychického stavu. O několik dní později, stále bez zpráv od Lenky, najde Jakub v jednom z oddělení lodi pavoukovitého tvora s telepatickými schopnostmi. Tvor, kterého Jakub pojmenuje Hanuš, si přeje lépe porozumět lidem a pomoci Jakubovi s jeho osamělostí.
Při zkoumání vzpomínek se Hanuš o Jakubovi dozvídá více: jeho otec byl informátorem Komunistické strany Československa a byl zabit, když byl Jakub malý. Seznámil se s Lenkou, ale často ji zanedbával, protože se více soustředil na svou kariéru kosmonauta. Když potratila, zašel dokonce tak daleko, že ji opustil. Hanuš, rozčarovaný z toho, co viděl, opouští loď a zanechává Jakuba ztrápeného.
Jakub se domluví s technikem a svým dobrým přítelem Petrem, aby předal vzkaz pro Lenku a požádal ji o odpuštění za své zanedbání. Hanuš se poté vrací a prozrazuje, že umírá v důsledku parazitické infekce, která vyhubila celý jeho druh.
Oba nakonec dorazí k Choprovu mraku, o němž vyjde najevo, že je pozůstatkem počátku vesmíru a že v něm každý okamžik času existuje současně. Hanuš odchází zemřít do vesmíru, ale Jakub se vydává za ním. Uvnitř mraku Jakub dojde k závěru, že si přeje být pouze se svou ženou. Hanuš umírá v důsledku infekce.
Jakuba vyzvedne jihokorejská loď. Jakub a Lenka spolu znovu mluví a vyrovnávají se se svým vztahem.

## Obsazení
| Adam Sandler           | Jakub Procházka                          |
| Carey Mulliganová      | Lenka Procházková, Jakubova těhotná žena |
| Paul Dano              | hlas Hanuše, mimozemského pavouka        |
| Kunal Nayyar           | Peter, technik                           |
| Isabella Rosselliniová | komisař Tuma, Jakubův velitel            |
| Lena Olin              | Zdena                                    |

## Produkce
V říjnu 2020 Netflix oznámil, že román Spaceman of Bohemia bude adaptován scenáristou Colby Dayem do stejnojmenného celovečerního filmu v režii Johana Rencka a s Adamem Sandlerem v hlavní roli. V dubnu 2021 byla do obsazení přidána Carey Mulliganová a název filmu se změnil na Spaceman. Dne 19. dubna 2021 bylo oznámeno, že se k obsazení připojili Paul Dano a Kunal Nayyar.
Hlavní natáčení započalo 19. dubna 2021 v New Yorku a skončilo 1. července 2021 v České republice. V Česku probíhalo natáčení v Praze a částečně i v Středočeském kraji.
Hudbu k filmu složil Max Richter. Dne 22. února 2024 byla na streamovacích službách zveřejněna skladba Don't Go Away, která vznikla ve spolupráci Richtera a americké skupiny Sparks a následně se objevila i ve filmu.

## Vydání
Světová premiéra se uskutečnila 20. února 2024 na 74. ročníku Mezinárodního filmového festivalu v Berlíně v sekci Berlinale Special.
Film byl uveden do kin 1. března 2024, původně plánované datum premiéry v roce 2023 bylo odloženo kvůli dopadům stávky SAG-AFTRA.

## Přijetí
Na webu Rotten Tomatoes, který shromažďuje recenze, je 50 % z 94 recenzí kladných a průměrné hodnocení činí 5,7/10. Na webu panuje shoda: „Palčivá témata filmu jsou částečně oživena citlivými hereckými výkony talentovaných herců, ale film nedokáže důsledně zaujmout svými nejzajímavějšími myšlenkami.“ Metacritic, který používá vážený průměr, přidělil filmu na základě 31 kritiků 56 bodů ze 100, což znamená „smíšené nebo průměrné“ hodnocení.
V pozitivní recenzi pro RogerEbert.com Robert Daniels pochválil Sandlerův výkon a napsal: „Sandlera v tomhle rejstříku prostě miluju. Už nepřekvapí, když předvede dobře definovaný a zapamatovatelný dramatický výkon.“ Siddhant Adlakha ve smíšené recenzi pro IGN napsal: „Jeho vizuální umění – které si dává záležet na navození nálady a nelehké emocionální rovnováhy – je rychle položeno na lopatky svou závislostí na doslovnosti, čímž se anuluje jakákoli abstrakce, kterou by jeho sci-fi premisa mohla krátce představovat.“ Tim Robey z deníku The Telegraph udělil filmu tři hvězdičky z pěti a svou recenzi shrnul slovy: „Chybí nám jakýkoli skutečný pocit úžasu – ale přes všechny své chyby to dopadá někde mezi ušlechtilým selháním a roztomilou podivností.“